# Stanislav Srazil
Stanislav Srazil (7. května 1919, Pohránov u Dašic – 20. dubna 1944, Malá pevnost Terezín) byl československý voják a příslušník výsadku Antimony.

## Mládí
Narodil se 7. května 1919 v chudé rodině. Otec Stanislav byl obuvnický dělník, matka Emilie, za svobodna Řeháková pracovala v zemědělství. Měl dvě mladší sestry. Pět tříd obecné školy absolvoval v Horních Ředicích, tři třídy měšťanské školy v Holicích. Poté se vyučil číšníkem v Zábřehu na Moravě a Rokycanech, kde po vyučení v roce 1937 krátce pracoval. Poté pracoval v Pardubicích.

## V exilu
Dne 30. května 1939 se poprvé neúspěšně pokusil překročit státní hranice do Polska. Podruhé se o to pokusil 19. června 1939 u Moravské Ostravy. Byl zadržen polskými četníky a předán gestapu. Gestapem byl krátce internován v Místku, po propuštění se mu koncem července 1939 podařilo projít do Polska. Následně podepsal závazek ke službě v Cizinecké legii a 26. září 1939 byl jako vojín zařazen v Agde do 7. roty u 1. pěšího pluku československé zahraniční armády.
Dne 1. ledna 1940 byl povýšen na svobodníka. Absolvoval poddůstojnickou školu a účastnil se bojů o Francii. Po pádu Francie se 13. července 1940 evakuoval do Anglie a byl zařazen k 2. pěšímu praporu. 28. října 1940 byl povýšen na desátníka. Na jaře 1941 absolvoval kurz rotmistrů a 28. října 1941 byl povýšen na četaře. Od 21. února do 24. října 1942 prodělal základní sabotážní kurz, paravýcvik, střelecký a konspirační kurz. 12. září byl zařazen do výsadku Antimony. 10. září prodělal těžký výron kotníku, ale na vlastní žádost se 5. října znovu zapojil do závěrečných příprav.

## Nasazení
Dne 24. října 1942 byl společně s nadporučíkem Františkem Závorkou a svobodníkem Lubomírem Jasínkem vysazen u Kopidlna na Jičínsku. Při doskoku si obnovil zranění kotníku. Přesto se zapojil do činnosti výsadku. Při cestě do Pardubic se mu podařilo získat informace o zániku výsadku Silver A. Poté se ukrýval v Horní Kalné.
Kvůli konfidentské činnosti Karla Čurdy a Jaroslava Nachtmanna byl 16. ledna 1943 zatčen gestapem. Po věznění v Jičíně a na Pankráci byl přinucen ke spolupráci na radiové protihře Hermelín. Pomocí smluvených znaků se mu podařilo centrálu (VRÚ) v Londýně varovat a tím celou německou operaci zmařit. Dne 16. dubna 1944 byl převezen do Malé pevnosti Terezín a tam pak 20. dubna 1944 bez soudu popraven.[zdroj⁠?!]

## Po druhé světové válce
Dne 2. září 1945 byl jmenován rotmistrem pěchoty (s účinností a pořadím od 1. května 1945) a zároveň byl jmenován podporučíkem pěchoty (s účinností a pořadím od 26. ledna 1943).

Jeho jméno je uvedeno na památníku padlých v parčíku před hřbitovem v Horních Ředicích. Na domě č. p. 101 (budova knihovny) v Horních Ředicích je mu věnována pamětní deska.

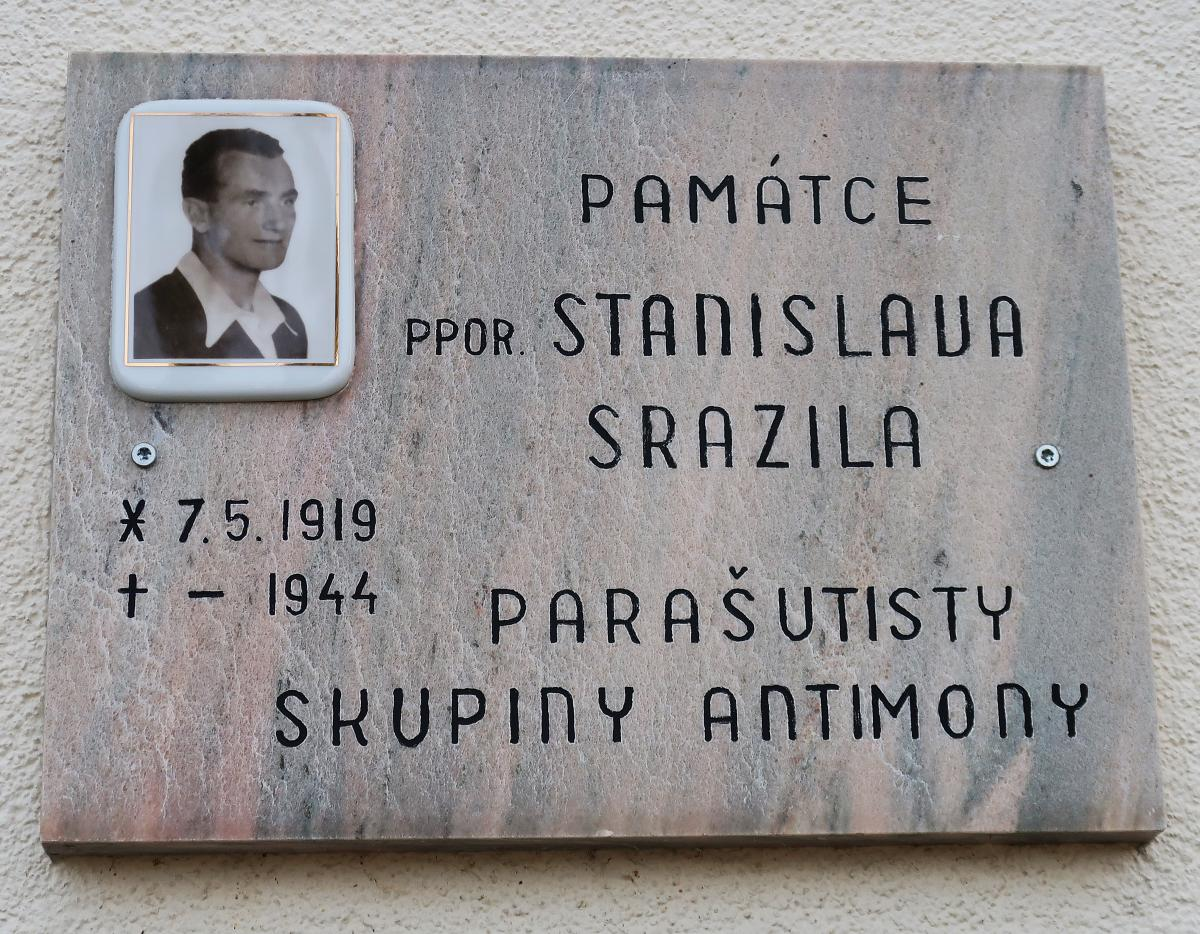
Pamětní deska v Horních Ředicích na domě č. p. 101
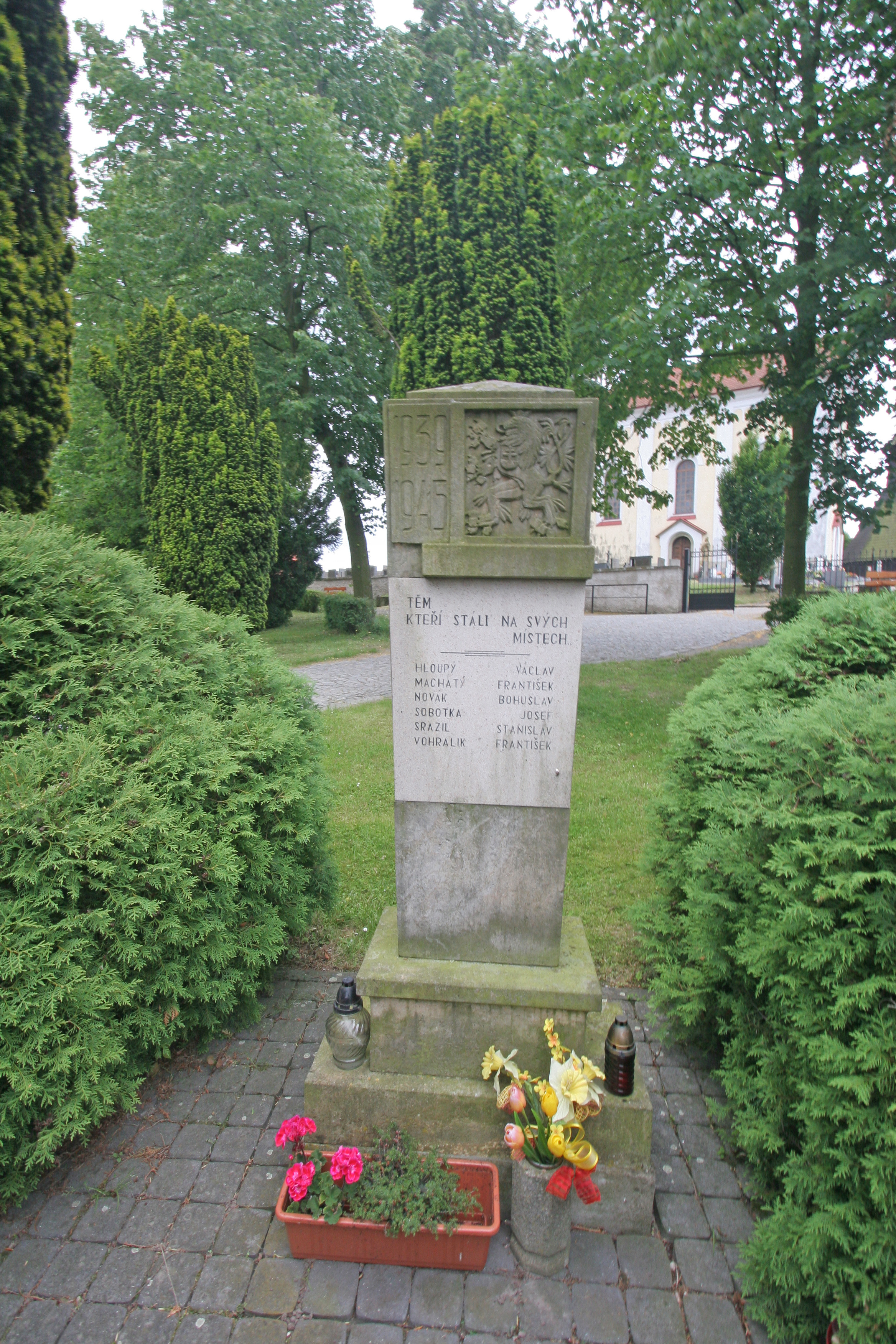
Pomník padlým v Horních Ředicích

## Vyznamenání
- 1940 –  Československý válečný kříž 1939
- 1943 –  Československý válečný kříž 1939
- 1944 –  Pamětní medaile československé armády v zahraničí se štítky Francie a Velká Británie